# Священный скарабей
Свяще́нный скарабе́й (лат. Scarabaeus sacer) — вид жуков рода Скарабеи из семейства Пластинчатоусые.

## Описание
Чёрный, матовый (старые потёртые жуки становятся блестящими) жук длиной 25—37 мм.
Низ тела и лапки в тёмно-коричневых волосках, бахрома на внутреннем крае задних голеней самца золотисто-рыжая. Все вырезки между зубцами наличника полукруглые, средняя немного шире боковых. Глаза большие, их верхние доли заметно, а нижние — гораздо крупнее булавы усиков. Лобный киль слабый, в середине широко прерван и всегда с двумя резкими коническими бугорками. Наличник в ячеисто-морщинистой пунктировке, задняя часть щек и темя в зёрнышках, сильно варьирующих по величине и густоте. Переднеспинка сильно поперечная с широко закруглёнными и грубо зазубренными боками, её основание со слабой бороздкой вдоль базального ряда крупных блестящих бугорков и коротких щетинок, диск мелко шагренирован и в редких неравномерных зёрнышках, частично смешанных с точками. Количество и размер точек и зёрнышек весьма изменчивы. Средние и задние голени едва расширены перед вершинами.
Половой диморфизм: у самца на внутреннем крае задних голеней имеется бахрома из густых золотисто-рыжих волосков, отсутствующих у самок; пигидий самки более выпуклый, чем у самца.

## Ареал
Южные районы Западной Европы, Северная Африка.
Юго-восточная Украина, Степной Крым, Западное Предкавказье, юг Дагестана, низовье Волги, Западная Грузия, Испания, юг Франции, страны — бывшие республики  Югославии (СФРЮ), Албания, Болгария, Греция, Казахстан, Турция, Аравийский полуостров, острова Корсика, Сардиния, Сицилия, Кипр.

## Особенности вида
Живёт на песчаных почвах, избегает засолённых участков. Лёт и катание шариков навоза с середины марта до конца июля, преимущественно ночью. Питается помётом крупного рогатого скота и лошадей. Высоко в горы не поднимается.
Типичные обитатели аридных ландшафтов с жарким и сухим летом. Жуки появляются весной; пока ночи холодные, активны в жаркое время дня. Летом большинство видов переходят на ночной образ жизни, тогда начинается интенсивный лёт на источники света. Жуки, слетаясь к кучкам навоза, изготавливают из него шарики разного размера, иногда значительно превышающие размеры самого жука. Эти шарики они затем перекатывают на расстояние десятков метров и в подходящих местах закапывают в землю, где поедают — в одиночку или вдвоём. Нередко за обладание готовым шариком между жуками возникают драки. В процессе совместного катания шариков образуются «супружеские пары», начинающие работать совместно и заготавливать пищу для потомства. С этой целью самцы и самки выкапывают норки, заканчивающиеся на глубине 10—30 см гнездовой камерой. Там происходит спаривание, после чего самец обычно покидает гнездо, а самка приступает к изготовлению одного-трёх грушевидных навозных овоидов. В их узкой части помещается круглая «колыбелька» и откладывается яйцо, после чего вход в норку засыпается. Стадия яйца длится 5—12 дней, личинки — 30—35 дней, куколки — около двух недель. Оплодотворённые самки способны за активный период выкопать более десятка норок-гнёзд. Жуки после превращения из куколок остаются внутри овоидов, преобразованных в «ложный кокон», длительное время, пока осенние или весенние дожди не размягчат их, а иногда и зимуют в них.

## В египетской мифологии
Скарабей — один из самых почитаемых символов Древнего Египта. Считалось, что маленький жук повторяет путь Солнца: подобно тому как Солнце совершает путешествие по небу, излучая свет и тепло, создавая условия для возрождения жизни во всём сущем, скарабей перекатывает свой шарик навоза с яйцами с востока на запад, пока зародыши не созреют и не появятся на свет.
Считалось, что все мелкие животные рождаются из плодородного ила Нила — и только скарабей рождается из песков пустыни.
В египетской мифологии скарабей почитался как священное насекомое богов Солнца и считался символом созидательной силы Солнца, возрождения в загробной жизни.
Движение скарабея с шариком навоза с востока на запад символизирует рождение и движение Солнца на небосводе. Египтяне отождествляли скарабея с таинством сотворения светила и изображали египетского бога Хепри — творца мира и человека — с головой-скарабеем.
Изображения священного скарабея встречаются в росписях гробниц, на папирусах. Сохранились ювелирные украшения и скульптуры, изображающие скарабеев. В храмовом комплексе Карнак недалеко от Луксора сохранилась колонна, которую венчает каменный скарабей. В виде изображения скарабея часто изготавливались печати, многочисленные магические предметы и амулеты.

## Охрана
Занесён в Красную книгу Украины со статусом исчезающего вида.

## В массовой культуре
Получил широкую известность благодаря «роли» в фильме «Мумия», где запомнился зрителям своей жуткой способностью пробираться под кожу и пожирать человека изнутри. Например в конце фильма полчища этих жуков съели Бени Габора.

## Галерея
- Изображение скарабея на стене гробницы KV6 в Долине Царей
- Статуя скарабея в Карнакском храме (Луксор, Египет)
- Египетский амулет